# 2067: петля часу
2067: петля часу — австралійський науково-фантастичний фільм 2020 року. Режисер Сет Ларні, сценарій Гевіна Скотта Девіса

## Про фільм
До 2067 року кліматичні зміни на Землі привели до зникнення чистого повітря. Через це людству довелося використовувати синтетичний кисень, що має побічні ефекти, які повільно вбивають людей. Даний синдром назвали "сухота". Людство приречене на вимирання.
Ітан Уайт працює в тонелі зі своїм напарником Джудом Метерсом. Обидва вони займаються технічними роботами, щоб підтримувати стабільну роботу ядерного реактора, без підтримки якого може трапитись ядерний вибух. Ітан з дитинства носить на руці браслет, який не може зняти і на якому постійно горить червоний індикатор.
У Ітана є дружина на ім'я Ксанте, яка також хворіє «сухотами». Ітан впевнений, що зможе допомогти їй, якщо буде більше працювати, заробить більше грошей та придбає дружині більш досконалу маску для дихання.
Одного разу Ітана викликає до себе Регіна Джексон — голова відділу дослідження частинок. Джуд, який спас його в дитинстві та постійно наглядає за ним, йде слідом.
У себя в кабінеті Регіна повідомляє, що Ітан може всіх врятувати та приводить його до лабораторії, в якій колись працював батько Ітана — Річард Уайт, згадка про якого викликає у Ітана негативні емоції. В лабораторії Ітану показують прилад, що називається «Кронікл» і який здатен не тільки надсилати сигнали, а також предмети в майбутнє, але й отримувати сигнал у відповідь.
Ітану повідомляють, що раніше послали сигнал радіохвилями (така операція не потребує великої потужності), щоб перевірити чи є щось «на іншій стороні». Виявилось, що на тій стороні знаходиться майбутнє через 407 років від поточних подій. Спочатку це дивує Ітана, бо за прогнозом вчених люди мають вимерти максимум через 20 років. А оскільки із майбутнього надходить відповідь — виходить хтось знайшов спосіб запобігти вимиранню.
Але ще більше його дивує, коли йому демонструють отримане повідомлення із майбутнього, в якому говориться «ВІДПРАВТЕ ІТАНА УАЙТА».
Спочатку Ітан категорично відмовляється вирушати невідомо куди. Більш того, ми бачимо флешбек, в якому видно, що коли Ітану виповнилось 8 років, його батько змайстрував подарунок у вигляді коробки. А коли Ітан засунув туди руку, то на ній зафіксувався той самий браслет із червоним індикатором. Після чого батько пішов, а пізніше коли передзвонив додому та попросив мати Ітана разом із сином вийти на вулицю, на них було скоєно напад. В результаті, мати загинула від рук того, хто напав, а самого Ітана врятував Джуд Метерс.
Вдома Ксанте вмовляє Ітана вирушити в дорогу та знайти вихід як врятувати людство. Сам же Ітан залишає їй металеву квітку, на якій написано: «Я знайду спосіб повернутись до тебе».
Перед відправленням, один із вчених дає Ітану прилад на ім'я Арчі, який буде допомагати Ітану в його місії, а також повідомляє, що вони будуть стежити за його показниками життєдіяльності.
Коли Ітан прибув у майбутнє, його костюм почав горіти, а коли Ітан встиг його зняти, той вибухає. Прийдя до тями, Ітан виявляє навколо себе цілком придатну для життя місцевість, що схожа на джунглі і робить висновок, що люди справді знайшли ліки від «сухот» та змогли відновити планету. Але, жодних живих людей навколо знайти не вдається. Також і Арчі не може виявити жодного супутника.
Пройшовши трохи вглиб джунглів, Ітан виявляє чийсь скелет з отвором у голові області чола. Вивчивши одяг на скелеті і порівнявши браслет на руці, Ітан розуміє, що це його скелет. Єдина відмінність у тому, що браслет на руці скелета світиться зеленим індикатором.
Втративши спочатку надію, Ітан записує відеоповідомлення, в якому каже: «Схоже, я тут помру».
Трохи обшукавши скелет, Ітан виявляє пошарпаний часом, але все ще працюючий Арчі з неробочим екраном та рівнем заряду 2%. Попросивши у цієї версії Арчі програти останній запис, Ітан чує уривки повідомлень: (голос Ітана) «Схоже я тут помру», (голос Джуда) «Може воно і на краще. Нікому з них уже не боляче», (голос Ітана) «Чим тобі довелося пожертвувати?», (голос Джуда) «Я став твоєю сім'єю, це все заради тебе», а після крику Джуда зі словами «Така наша доля! Дихай! Опирайся!» і плачу Ітана, чути постріл.
Обшукавши джунглі і не зумівши нікого знайти, Ітан серед ночі зміг розвести багаття. А оскільки не зміг знайти їжу, з'їдає ягоди, інформації про які немає у базі даних Арчі. Ітан втрачає свідомість, а коли приходить до тями, дізнається, що в 2067 році, спостерігаючи за його показниками, побачили підйом рівня токсинів в організмі і відправили Джуда, щоб той встиг ввести протиотруту і врятувати Ітана.
Показавши знайдений скелет, Джуд намагається переконати Ітана, що це не його залишки. При цьому сам Джуд веде себе дивно і постійно нервує.
У цей час Арчі вдалося знайти якийсь сигнал і він приводить напарників до бункеру.
Увійшовши всередину бункера, напарники виявляють пульт керування. Ітан натискає клавішу «Enter», браслет викликає невелику кровотечу і коли на пульті загоряється повідомлення «Доступ дозволено», індикатор на браслеті загоряється зеленим кольором, вмикається світло і напарники бачать, що перед ними «Кронікл», який з'єднує їх з 2067 роком. Запускається таймер, який повідомляє, що до активації слід чекати 4 години.
Джуд задоволений, що вони зможу повернутися додому, в той час як Ітан не може зрозуміти, чому бункер порожній. Більш того, Ітан вважає, що зелений індикатор на браслеті скелета означає, що ці події вже відбувалися, і вони щось упустили. Однак Джуд продовжує поводитися нервово і, як і раніше, стверджує, що той скелет — це не залишки Ітана.
Ітан запускає запис архівних даних «Кронікл» та бачить перед собою голограму свого батька. Річард Уайт повідомляє, що «Кронікл» надсилатиме запит у майбутнє, сподіваючись отримати відповідь і дізнатися, яким чином їм вдалося запобігти вимиранню і відновити планету. Річард отримує відповідь, що «на тій стороні» 2474 рік і отримує те саме повідомлення «ВІДПРАВТЕ ІТАНА УАЙТА».
Регіна Джексон, що з'явилася, починає вважати, що це не сигнал з майбутнього, а Річард сам впровадив це повідомлення. Регіна хоче здійснити відправлення матерії, проте в цей момент вчений лабораторії повідомляє, що у 2474 році сталася поломка. У цей же момент голографічне повідомлення переривається, і Ітан з Джуд дізнаються, що стався збій живлення ядерного реактора.
Ітан не може зрозуміти кілька речей: хто врешті-решт полагодив реактор; хто надіслав повідомлення відправити його; де взагалі хоч хтось, у кого можна отримати ліки; і чому відправили Джуда, а не, наприклад, якогось солдата-медика. Джуд нервує і просить Ітана допомогти відновити реактор і подачу живлення, але погоджується ще раз оглянути околиці.
Підійшовши до краю джунглів, герої виявляють залишки відомого ним кисневого заводу та міста. Все заросло зеленню.
Зайшовши всередину міста і виявивши кілька залишків людей, Ітан розуміє, що ніяких ліків немає і люди не знайшли способу вижити. Планета просто сама дочекалася, поки людство вимре, після чого відновилася, оскільки люди вже не могли втручатися в її життєдіяльність.
Знайшовши навчальний клас своєї дружини, Ітан виявляє залишки Ксанте, залишену квітку з написом «Я знайду спосіб повернутися до тебе» та дописане нею повідомлення «Шкода, що ти не повернувся». Ітан починає звинувачувати себе в тому, що не повернувся до дружини, а Джуд каже йому, що це не так, після чого вимовляє ту саму фразу із запису Арчі «Може воно і на краще. Нікому з них уже не боляче».
Шокований Ітан просить Арчі з минулого програти архівні записи. Почувши це, ошелешений Джуд дістає пістолет і наставляє на Ітана. Після чого починає нервово ходити та повторювати: «Я все контролюю». Ітан вирішив, що Джуд збирається застрелити його, але Джуд лише підштовхує Ітана, щоб повернутися і відновити реактор.
Спустившись до реакторного приміщення, Ітан розуміє, що потрібно перенаправити енергію. Перша спроба закінчується невдачею і двері починають зачинятися. Джуд починає підтримувати двері, а Ітан повідомляє, що потрібно переключити резервний важіль під час скидання тиску, після чого вирішує пожертвувати собою, виштовхнувши Джуда за межі приміщення та переключивши потрібний важіль.
Робота реактора відновлюється і все приходить у норму. Однак, Джуд не збирається залишати Ітана вмирати і знаходить спосіб потрапити до приміщення, щоб урятувати останнього.
Повернувшись до пульта управління, герої дізнаються, що до активації системи залишилося 37 хвилин, і критичних збоїв системи немає. Джуд зітхає з полегшенням і просто хоче відпочити, а Ітан вирішивши дізнатися, що відчиняє одна з дверей, виявляє, що за нею лежать ті самі його залишки.
Ітан переставляє «начинки» зі старого Арчі в новий і на очах Джуд просить програти останній відеозапис. На ній видно як герої лаються, Джуд приставляє до чола Ітана пістолет. Джуд закриває екран Арчі рукою, після чого чути постріл.
Ітан намагається обшарити бункер, сподіваючись таки знайти ліки.
Не увінчавшись успіхами, Ітан вирішує оглянути архівні записи «Кронікл». Однак Джуд намагається йому в цьому перешкодити, намагаючись зламати модуль пам'яті в окремому приміщенні. Ітану вдається замкнути там Джуда, а сам сідає доглянути запис.
На ній Річард Уайт повідомляє, що вся його робота була виключно заради Ітана. Його розрахунок був на те, щоб Ітан вирушив у майбутнє та залишився там, де зможе прожити довше.
Далі на записі видно, що до приміщення входить Регіна та молодий Джуд. Річард розуміє, що мета Регіни не пошук ліків, а бажання втекти з кількома десятками «обраних» і повідомляє їй, що запрограмував систему так, що на іншому кінці активувати її можна лише за допомогою ДНК Ітану.
Щоб Річард не завадив плану Регіни, вона вбиває його, а потім наказує Джуд стати янголом-охоронцем Ітана, щоб його врешті-решт відправили в майбутнє і активували портал.
Джуд вибирається із замкненої кімнати і намагається переконати Ітана, що минуле вже не можна врятувати. Внаслідок наростаючого конфлікту між Ітаном та Джудом виникає діалог, який Ітан чув під час запису. А коли Ітан намагається зламати портал, Джуд нападає на нього і приставляє до його чола пістолет. Однак, замість того, щоб застрелити Ітана, Джуд скоює самогубство.
У той же час, у 2067 році група «обраних» готується до відправки у майбутнє. Чекаючи на повернення Ітана, Регіна наказує одному з охорони лабораторії вбити його при появі і залишити тут. Це пояснює ті залишки, які Ітан виявив.
Проте, замість Ітана, до лабораторії прибувають рослини з майбутнього та Арчі, на якому програється відеозапис, коли Регіна вбила Річарда Уайта. Після цього, Ітан посилає в раннє минуле повідомлення «ВІДПРАВТЕ ІТАНА УАЙТА», перериває зв'язок і знищує «Кронікл».
У 2067 році Ксанте дивиться телевізор і дізнається, що після отриманого відео, Регіна була заарештована, в компанії було здійснено обшук, знайдено кілька видів рослин і людство може мати шанс на екологічне відродження. Сама ж Ксанте отримує живу квітку.
У 2474 році, поховавши Джуда, Ітан кладе біля його могили металеву квітку і бачить, що на ній немає повідомлення від Ксанте. Потім, повернувши голову, на свій подив, бачить живого метелика. Підбігши до виходу з бункера, він бачить, що його скелет зник. Прибігши до урвища на краю джунглів Ітан бачить унизу перед собою місто майбутнього.

## Знімались
| Актор               | Роль           |
| ------------------- | -------------- |
| Коді Сміт-Макфі     | Ітан Уайт      |
| Раян Квонтен        | Джуд Метерс    |
| Аарон Гленейн       | Річард Уайт    |
| Фінн Літтл          |                |
| Дебора Мейлман      | Регіна Джексон |
| Даміан Волш-Говлінг | Біллі Мітчелл  |
| Ліанна Волсмен      | Селен Вайт     |
| Ейдан Жиллетт       | Протестор      |